# Kornél Fábry
Kornél Fábry  (n. 22 octombrie 1972, Budapesta, Republica Populară Ungară) este un episcop romano-catolic maghiar.